# Frankie Chavez
Frankie Chavez (* 1980 in Lissabon) ist ein portugiesischer Sänger und Musiker. Seine von Blues und Folk bestimmte Musik kann dem Americana-Stil zugerechnet werden.

## Leben
Er begann mit neun Jahren das Gitarrenspiel, als jüngster von vier musikbegeisterten Brüdern. Seine Mutter veranlasste ihn danach, Gitarrenunterricht zu nehmen. Nachdem er als Jugendlicher eine Punkband hatte, wurde er als Student Gitarrist der später erfolgreichen Band Toranja. Zuvor verließ er jedoch die Band Ende 2001 und ging für vier Monate als Erasmus-Austauschstudent nach Barcelona, wo er in der Taller de Musics-Musikschule Jazz-Gitarrenunterricht nahm. Nach seiner Rückkehr trat er eineinhalb Jahre als Teil des Duos França & Mandala in Bars des Ausgehviertels Bairro Alto auf, bevor er nach Australien ging. Dort war er als Straßenmusiker aktiv, entdeckte seine Vorliebe für Blues neu, und begann, Slide-Gitarre zu spielen. 2006 wurde sein Stück Slight Delay im Dokumentarfilm Flavours verwendet, einem australischen Film über das Surfen in Indonesien. 
Nach seiner Rückkehr nach Portugal gründete er die portugiesischsprachige Band Beringela Amarela, mit der er über zwei Jahre lang auftrat. 2009 war Chavez an der Musik für den prämierten Dokumentarfilm Pare, Escute, Olhe beteiligt. Maßgeblich für die Filmmusik war Francisco Faria verantwortlich, ein Studioproduzent, der Frankie Chavez daraufhin einlud, eigene Stücke auf Englisch aufzunehmen. 2009 begann damit die Solo-Karriere unter seinem Künstlernamen Frankie Chavez. Die Aufnahmen erschienen 2010 als CD-EP in der vom Radio-DJ und Musikjournalisten Henrique Amaro betreuten Newcomer-Serie der Firma Optimus.
Im Jahr 2012 erschien sein erstes Album Family Tree, und er spielte eine Reihe von Konzerten in den Niederlanden, u. a. im Paradiso (Amsterdam). Er trat auch auf der Canadian Music Week 2012 auf, und sein Album erschien in der Folge auch in Mitteleuropa, über niederländische und deutsche Vertriebe. In Deutschland begleitete er Beth Hart auf ihrer Tour 2013, so in Bonn.
Sein zweites Album wurde per Crowdfunding bereits 2013 erfolgreich finanziert und erschien 2014 im Vertrieb der Universal.

## Rezeption
Er gilt als ein innovativer neuer Blueskünstler, dem die verschiedenen Einflüsse aus Blues und Folk anzuhören sind, der jedoch einen eigenständigen Stil entwickelt, welcher sich der einfachen Charakterisierung mit nur einer Bezeichnung entzieht. So spielt er beispielsweise mitunter auch die Portugiesische Gitarre, jedoch in untypischer Art und anders gestimmt.

## Diskografie
- 2010: Frankie Chavez (EP-CD, Optimus Discos)
- 2012: Family Tree (CD-Album, Search Records)
- 2014: Heart & Spine (CD-Album, Search Records)
- 2017: Double or Nothing (Universal)